# Liste des ministres italiens des Communications
Cet article dresse la liste des ministres italiens des Communications entre 1944 et 2008, période d'existence du ministère des Postes et des Télécommunications (jusqu'en 1996) puis des Communications.

## Liste des ministres

### Royaume d'Italie
| Ministre                                           | Ministre        | Mandat                          | Parti | Parti | Gouvernement |
| -------------------------------------------------- | --------------- | ------------------------------- | ----- | ----- | ------------ |
|                                                    | Mario Cevolotto | 12 décembre 1944 – 19 juin 1945 |       | PDL   | Bonomi III   |
|                                                    | Mario Scelba    | 21 juin 1945 – 1er juillet 1946 |       | DC    | Parri        |
| De Gasperi I                                       | Mario Scelba    | 21 juin 1945 – 1er juillet 1946 |       | DC    |              |
| Titres successifs : - Postes et Télécommunications |                 |                                 |       |       |              |

### République italienne
| Ministre (Naissance–Décès)                       | Ministre (Naissance–Décès)                               | Mandat                                                       | Parti | Parti             | Gouvernement      |
| ------------------------------------------------ | -------------------------------------------------------- | ------------------------------------------------------------ | ----- | ----------------- | ----------------- |
|                                                  | Mario Scelba (1901-1991)                                 | 14 juillet 1946 - 2 février 1947 6 mois et 19 jours          |       | DC                | De Gasperi II     |
|                                                  | Luigi Cacciatore (1900-1951)                             | 2 février 1947 - 1er juin 1947 3 mois et 30 jours            |       | PSI               | De Gasperi III    |
|                                                  | Umberto Merlin (1885-1964)                               | 1er juin 1947 - 15 décembre 1947 6 mois et 14 jours          |       | DC                | De Gasperi IV     |
|                                                  | Ludovico D'Aragona (1876-1961)                           | 15 décembre 1947 - 24 mai 1948 5 mois et 9 jours             |       | PSDI              | De Gasperi IV     |
|                                                  | Angelo Raffaele Jervolino (1890-1985)                    | 24 mai 1948 - 28 janvier 1950 1 an, 8 mois et 4 jours        |       | DC                | De Gasperi V      |
|                                                  | Giuseppe Spataro (1897-1979)                             | 28 janvier 1950 - 16 juillet 1953 3 ans, 5 mois et 18 jours  |       | DC                | De Gasperi VI·VII |
|                                                  | Umberto Merlin (1885-1964)                               | 16 juillet 1953 - 17 août 1953 1 mois et 1 jour              |       | DC                | De Gasperi VIII   |
|                                                  | Modesto Panetti (1875-1957)                              | 17 août 1953 - 19 janvier 1954 5 mois et 2 jours             |       | DC                | Pella             |
|                                                  | Gennaro Cassiani (1903-1978)                             | 19 janvier 1954 - 6 juillet 1955 1 an, 5 mois et 17 jours    |       | DC                | Fanfani I         |
| Scelba                                           | Gennaro Cassiani (1903-1978)                             | 19 janvier 1954 - 6 juillet 1955 1 an, 5 mois et 17 jours    |       | DC                |                   |
|                                                  | Giovanni Braschi (1891-1959)                             | 6 juillet 1955 - 20 mai 1957 1 an, 10 mois et 14 jours       |       | DC                | Segni I           |
|                                                  | Bernardo Mattarella (1905-1971)                          | 20 mai 1957 - 2 juillet 1958 1 an, 1 mois et 12 jours        |       | DC                | Zoli              |
|                                                  | Alberto Simonini (1896-1960)                             | 2 juillet 1958 - 16 février 1959 7 mois et 14 jours          |       | DC                | Fanfani II        |
|                                                  | Giuseppe Spataro (1897-1979)                             | 16 février 1959 - 26 mars 1960 1 an, 1 mois et 10 jours      |       | DC                | Segni II          |
|                                                  | Antonio Maxia (1904-1962)                                | 26 mars 1960 - 27 juillet 1960 4 mois et 1 jour              |       | DC                | Tambroni          |
|                                                  | Lorenzo Spallino (1897-1962)                             | 27 juillet 1960 - 27 mai 1962 1 an et 10 mois                |       | DC                | Fanfani III·IV    |
|                                                  | Guido Corbellini (1890-1976)                             | 27 mai 1962 - 30 novembre 1962 6 mois et 3 jours             |       | DC                | Fanfani IV        |
|                                                  | Carlo Russo (1920-2007)                                  | 30 novembre 1962 - 24 février 1966 3 ans, 2 mois et 25 jours |       | DC                | Fanfani IV        |
| Leone I                                          | Carlo Russo (1920-2007)                                  | 30 novembre 1962 - 24 février 1966 3 ans, 2 mois et 25 jours |       | DC                |                   |
| Moro I·II                                        | Carlo Russo (1920-2007)                                  | 30 novembre 1962 - 24 février 1966 3 ans, 2 mois et 25 jours |       | DC                |                   |
|                                                  | Giovanni Spagnolli (1907-1984)                           | 24 février 1966 - 25 juin 1968 2 ans, 4 mois et 1 jour       |       | DC                | Moro III          |
|                                                  | Angelo De Luca (1904-1975)                               | 25 juin 1968 - 13 décembre 1968 5 mois et 18 jours           |       | DC                | Leone II          |
|                                                  | Mario Ferrari Aggradi (1916-1997)                        | 13 décembre 1968 - 24 mars 1969 3 mois et 11 jours           |       | DC                | Rumor I           |
|                                                  | Crescenzo Mazza (1910-1990)                              | 24 mars 1969 - 6 août 1969 4 mois et 13 jours                |       | DC                | Rumor I           |
|                                                  | Athos Valsecchi (1919-1985)                              | 6 août 1969 - 28 mars 1970 7 mois et 22 jours                |       | DC                | Rumor II          |
|                                                  | Franco Maria Malfatti (1927-1991)                        | 28 mars 1970 - 9 juin 1970 2 mois et 12 jours                |       | DC                | Rumor III         |
|                                                  | Giacinto Bosco (1905-1997)                               | 9 juin 1970 - 26 juin 1972 2 ans et 17 jours                 |       | DC                | Rumor III         |
| Colombo                                          | Giacinto Bosco (1905-1997)                               | 9 juin 1970 - 26 juin 1972 2 ans et 17 jours                 |       | DC                |                   |
| Andreotti I                                      | Giacinto Bosco (1905-1997)                               | 9 juin 1970 - 26 juin 1972 2 ans et 17 jours                 |       | DC                |                   |
|                                                  | Giovanni Gioia (1925-1981)                               | 26 juin 1972 - 8 juillet 1973 1 an et 12 jours               |       | DC                | Andreotti II      |
|                                                  | Giuseppe Togni (1903-1981)                               | 8 juillet 1973 - 23 novembre 1974 1 an, 4 mois et 15 jours   |       | DC                | Rumor IV·V        |
|                                                  | Giulio Orlando (1926-2017)                               | 23 novembre 1974 - 30 juillet 1976 1 an, 8 mois et 7 jours   |       | DC                | Moro IV·V         |
|                                                  | Vittorino Colombo (1925-1996)                            | 30 juillet 1976 - 13 mars 1978 1 an, 7 mois et 11 jours      |       | DC                | Andreotti III     |
|                                                  | Antonino Pietro Gullotti (1922-1989)                     | 13 mars 1978 - 21 mars 1979 1 an et 8 jours                  |       | DC                | Andreotti IV      |
|                                                  | Vittorino Colombo (1925-1996)                            | 21 mars 1979 - 4 avril 1980 1 an et 14 jours                 |       | DC                | Andreotti V       |
| Cossiga I                                        | Vittorino Colombo (1925-1996)                            | 21 mars 1979 - 4 avril 1980 1 an et 14 jours                 |       | DC                |                   |
|                                                  | Clelio Darida (1927-2017)                                | 4 avril 1980 - 18 octobre 1980 6 mois et 14 jours            |       | DC                | Cossiga II        |
|                                                  | Michele Di Giesi (1927-1983)                             | 18 octobre 1980 - 28 juin 1981 8 mois et 10 jours            |       | PSDI              | Forlani           |
|                                                  | Remo Gaspari (1921-2011)                                 | 28 juin 1981 - 4 août 1983 2 ans, 1 mois et 7 jours          |       | DC                | Spadolini I·II    |
| Fanfani V                                        | Remo Gaspari (1921-2011)                                 | 28 juin 1981 - 4 août 1983 2 ans, 1 mois et 7 jours          |       | DC                |                   |
|                                                  | Antonio Gava (1930-2008)                                 | 4 août 1983 - 29 juillet 1987 3 ans, 11 mois et 25 jours     |       | DC                | Craxi I·II        |
| Fanfani VI                                       | Antonio Gava (1930-2008)                                 | 4 août 1983 - 29 juillet 1987 3 ans, 11 mois et 25 jours     |       | DC                |                   |
|                                                  | Oscar Mammì (1926-2017)                                  | 29 juillet 1987 - 13 avril 1991 3 ans, 8 mois et 15 jours    |       | PRI               | Goria             |
| De Mita                                          | Oscar Mammì (1926-2017)                                  | 29 juillet 1987 - 13 avril 1991 3 ans, 8 mois et 15 jours    |       | PRI               |                   |
| Andreotti VI                                     | Oscar Mammì (1926-2017)                                  | 29 juillet 1987 - 13 avril 1991 3 ans, 8 mois et 15 jours    |       | PRI               |                   |
|                                                  | Carlo Vizzini (1947)                                     | 13 avril 1991 - 28 juin 1992 1 an, 2 mois et 15 jours        |       | PSDI              | Andreotti VII     |
|                                                  | Maurizio Pagani (1936-2014)                              | 28 juin 1992 - 11 mai 1994 1 an, 10 mois et 13 jours         |       | PSDI              | Amato I           |
| Ciampi                                           | Maurizio Pagani (1936-2014)                              | 28 juin 1992 - 11 mai 1994 1 an, 10 mois et 13 jours         |       | PSDI              |                   |
|                                                  | Giuseppe Tatarella (1935-1999) Vice-président du Conseil | 11 mai 1994 - 17 janvier 1995 8 mois et 6 jours              |       | AN                | Berlusconi I      |
|                                                  | Agostino Gambino (1933-2021)                             | 17 janvier 1995 - 18 mai 1996 1 an, 4 mois et 1 jour         |       | Ind.              | Dini              |
|                                                  | Antonio Maccanico (1924-2013)                            | 18 mai 1996 - 21 octobre 1998 2 ans, 5 mois et 3 jours       |       | UD                | Prodi I           |
|                                                  | Salvatore Cardinale (1948)                               | 21 octobre 1998 - 11 juin 2001 2 ans, 7 mois et 21 jours     |       | UDR / UDEUR / PPI | D'Alema I·II      |
| Amato II                                         | Salvatore Cardinale (1948)                               | 21 octobre 1998 - 11 juin 2001 2 ans, 7 mois et 21 jours     |       | UDR / UDEUR / PPI |                   |
|                                                  | Maurizio Gasparri (1956)                                 | 11 juin 2001 - 23 avril 2005 3 ans, 10 mois et 12 jours      |       | AN                | Berlusconi II     |
|                                                  | Mario Landolfi (1959)                                    | 23 avril 2005 - 17 mai 2006 1 an et 24 jours                 |       | AN                | Berlusconi III    |
|                                                  | Paolo Gentiloni (1954)                                   | 17 mai 2006 - 8 mai 2008 1 an, 11 mois et 21 jours           |       | DL / PD           | Prodi II          |
| Titres successifs : - Communications (1996-2008) |                                                          |                                                              |       |                   |                   |